# Вайт-Берд (Айдахо)
Вайт-Берд (англ. White Bird — місто в окрузі Айдахо, штаті Айдахо, США. За даними перепису 2010 року населення становило 91 особу.

## Географія
Вайт-Берд розташований за координатами 45°45′46″ пн. ш. 116°18′0″ зх. д. / 45.76278° пн. ш. 116.30000° зх. д. (45.762897, -116.300088).  За даними Бюро перепису населення США в 2010 році місто мало площу 0,18 км², уся площа — суходіл.

## Демографія

### Перепис 2010 року
Згідно з переписом 2010 року, у місті проживало 91 осіб у 53 домогосподарствах у складі 27 родин. Густота населення становила 501,9 особи/км². Було 64 помешкання, середня густина яких становила 353,0/км². Расовий склад міста: 100,0 % білих. Іспанці і латиноамериканці незалежно від раси становили 1,1 % населення.
Із 53 домогосподарств 7,5 % мали дітей віком до 18 років, які жили з батьками; 45,3 % були подружжями, які жили разом; 3,8 % мали господиню без чоловіка; 1,9 % мали господаря без дружини і 49,1 % не були родинами. 41,5 % домогосподарств складалися з однієї особи, у тому числі 13,2 % віком 65 і більше років. У середньому на домогосподарство припадало 1,72 мешканця, а середній розмір родини становив 2,26 особи.
Середній вік жителів міста становив 60,5 року. Із них 5,5 % були віком до 18 років; 3,3 % — від 18 до 24; 5,5 % від 25 до 44; 52,8 % від 45 до 64 і 33 % — 65 років або старші. Статевий склад населення: 51,6 % — чоловіки і 48,4 % — жінки.
Середній дохід на одне домашнє господарство  становив 25 451 долар США (медіана — 26 458), а середній дохід на одну сім'ю — 30 423 долари (медіана — 30 417). За межею бідності перебувало 17,2 % осіб, у тому числі 0,0 % дітей у віці до 18 років та 0,0 % осіб у віці 65 років та старших.
Цивільне працевлаштоване населення становило 35 осіб. Основні галузі зайнятості: мистецтво, розваги та відпочинок — 60,0 %, роздрібна торгівля — 14,3 %, сільське господарство, лісництво, риболовля — 14,3 %.

### Перепис 2000 року
Згідно з переписом 2000 року в місті проживало 106 осіб у 59 домогосподарствах у складі 31 родин. Густота населення становила 584,7 особи/км²). Було 73 помешкання, середня густина яких становила 402,6/км². Расовий склад населення: 97,17 % білих, 0,94 % індіанців і 1,89 % людей, які зараховують себе до двох або більше рас. Іспанці і латиноамериканці незалежно від раси становили 1,89 % населення.
Із 59 домогосподарств 6,8 % мали дітей віком до 18 років, які жили з батьками; 47,5 % були подружжями, які жили разом; 3,4 % мали господиню без чоловіка, і 45,8 % не були родинами. 39,0 % домогосподарств складалися з однієї особи, у тому числі 11,9 % віком 65 і більше років. В середньому на домогосподарство припадало 1,80 мешканця, а середній розмір родини становив 2,31 особи.
Віковий склад населення: 12,3 % віком до 18 років, 3,8 % від 18 до 24, 11,3 % від 25 до 44, 46,2 % від 45 до 64 і 26,4 % років і старші. Середній вік жителів — 53 роки. Статевий склад населення: 53,8 % — чоловіки і 46,2 % — жінки.
Середній дохід домогосподарств у місті становив US$18 558, родин — $21 042. Середній дохід чоловіків становив $21 667 проти $25 000 у жінок. Дохід на душу населення в місті був $10 819. 10,8 % родин і 21,2 % населення загалом перебували за межею бідності, включаючи 40,0 % віком до 18 років і жодного від 65 і старших.